# Починок (Волжское сельское поселение)
В Рыбинском районе ещё 7 деревень с таким названием.
Почи́нок — деревня в Михайловском сельском округе Волжского сельского поселения Рыбинского района Ярославской области .
Деревня расположена на левом берегу реки Черёмуха, к востоку от автомобильной дороги, идущей по берегам Черёмухи из Рыбинска через Михайловское к Сельцо-Воскресенское и далее на Большое село. Деревня стоит южнее и выше по течению села Сретенья, которое является неформальным центром в данной округе. Ближайшая (около 1 км) по дороге деревня в сторону Рыбинска — Фелисово, стоящее на противоположном берегу Черёмухи.  Выше по течению Черёмухи на том же левом берегу, также на расстоянии около 1 км стоит деревня Сайгатово. К северо-западу от Починка протекает безымянный левый приток Черёмухи, имеющий устье на южной окраине Сретенья. Вдоль этого ручья стоят небольшие деревни  Кондырево и Куретниково, раньше была и третья деревня в этом ряду Дьяково. В этом районе вдоль берегов Черёмухи вокруг деревень имеются небольшие сельскохозяйственные угодья, далее от реки в западном направлении начинается лес шириной 4 — 6 км, за которым начинаются деревни Покровского сельского поселения .
На 1 января 2007 года в деревне числился 21 постоянный житель . Почтовое отделение, расположенное в селе Сретенье, обслуживает в деревне 25 домов .